# Чикагский метрополитен
Чикагский метрополитен (сокращённые названия The «L», «El», «EL» или «L» от «elevated») — система линий метрополитена в Чикаго. Организацией, осуществляющей перевозки, является Chicago Transit Authority (CTA). Чикагский метрополитен является третьим по загруженности метрополитеном в США после метрополитенов Нью-Йорка и Вашингтона (округ Колумбия). Старейшая часть The «L» была построена в 1892 году, что делает Чикагский метрополитен вторым по возрасту метрополитеном в США после Нью-Йоркского, первый участок которого был введён 9 октября 1863 года.

## История
К концу XIX века американский город Чикаго превратился в крупнейший в мире транспортный узел — в нём сходились более 20 железнодорожных линий, а на озере Мичиган бесперебойно работал большой порт с многочисленными пристанями.
Поэтому, когда с помощью ломового извоза грузы между различными пунктами перевозить стало уже невозможно, инициативу по решению транспортной проблемы взяли на себя, как ни странно, владельцы винных складов. Они создали акционерное общество и, изучив мировой опыт строительства в то время ещё немногочисленных метрополитенов, приступили к обустройству чикагской подземки. Объявив выступавшим против этой затеи домовладельцам, что для их же пользы необходима прокладка галерей для телефонной и телеграфной связи, Общество провело более 70 км подземных линий. Пути, заложенные на глубину 8 м, имели по три рельса, ширина колеи равнялась 60 см. Дорога обслуживалась электровозами мощностью 75 лошадиных сил и вагонами типа «combination car» с составными бортами.
В 1892 году в Чикаго был пущен в действие пассажирский метрополитен, построенный открытым способом на стальных эстакадах. Но поскольку из-за быстро развивающегося автомобильного транспорта в пролётах эстакад образовывались пробки, а сильный шум, создаваемый поездами, приводил к понижению цен на квартиры в близлежащих домах, в 1904 году было принято решение о прокладке подземных пассажирских линий, как у первого товарного метрополитена. Однако первые подземные линии были открыты только в 1943 и 1951 годах.

## Технические подробности
- Метрополитен Чикаго состоит из 8 линий общей протяжённостью 170,8 км, причём 91,9 км линий проходит над землёй (по эстакадам), 59,4 км — по земле, и лишь 19,5 км — под землёй.
- «L»[1] является одним из нескольких метрополитенов в Северной Америке, работающих 24 часа в сутки на двух самых загруженных линиях.
- На головных вагонах поездов Чикагского метрополитена устанавливаются таблички, имеющие цвет, соответствующий цвету линии, которую обслуживает конкретный поезд. Также на этих табличках пишутся названия конечных станций.

## Линии
С 1993 года линиям Чикагского метро присвоили цветовые обозначения, однако старые названия линий сохранились и используются в публикациях компании-перевозчика CTA.

### Красная линия
█ Красная линия является самой загруженной линией Чикагского метро и обслуживает каждый будний день в среднем 230 434 человек. Длина линии составляет 37,7 км, на ней расположены 33 станции. Линия берёт своё начало на конечной станции «Хауард» на северной границе с городом Эванстон, проходит через центр Чикаго и уходит на юг до станции «95/Дан-Райан». Красная линия является одной из двух линий метро, работающих круглосуточно.

### Синяя линия
█ Синяя линия простирается от международного аэропорта «O’Хара» через «петлю» в деловом центре Чикаго, далее через тоннель «Milwaukee-Dearborn-Congress» до западной части города и пригорода Форест Парк, пересекая Хайвей № 290. Протяжённость маршрута от «O’Хара» до «Форест-парк» составляет 43 км. Общее количество станций — 44. Синяя линия является второй по загруженности в Чикагском метро. В будние дни она обслуживает 128 343 пассажиров и, так же как и красная линия, работает круглосуточно, 7 дней в неделю.

### Коричневая линия
█ Коричневая линия простирается на 18 км от станции «Кимбал» в районе Олбани Парк до кольца в деловом центре Чикаго (Downtown Chicago). На линии располагается 19 станций. Линия обслуживает в будни в среднем 66 000 человек.

### Зелёная линия
█ Зелёная линия имеет протяжённость 30 км и полностью располагается над поверхностью земли (на эстакадах). На ней находится 29 станций. Линия проходит от станции «Гарлем» в пригороде Оук-парк и идёт вдоль улицы Лейк на восток до делового центр города, где она проезжает по часовой стрелке по северному и восточному отрезку «петли». Затем она едет на юг до станции «Гарфиелд», где она разбивается на две ветки — ветка Эшленд идёт на юго-запад до станции «63/Эшленд», а ветка Ист-63 идёт на восток до станции «Коттедж-Гроув». Поезда на линии ежедневно перевозят в среднем 39 685 человек.

### Оранжевая линия
█ Оранжевая линия протяжённостью 21 км была построена в начале 1990-х годов на существовавших к тому времени железнодорожных насыпях, новых бетонных и стальных эстакадах. Она простирается от аэропорта Мидуэй до кольца в деловом центре города. На линии расположено 17 станций. Пассажиропоток в будние дни составляет в среднем 30 111 человек.

### Розовая линия
█ Розовая линия (или Ветка Douglas) протяжённостью 18 км является испытательной линией, которая повторяет маршрут старой ветки «Douglas Park» синей линии. Пассажиропоток в будние дни составляет в среднем 13 461 человек.

### Фиолетовая линия
█ Фиолетовая линия является шестикилометровой веткой, обслуживающей пригородный город Эванстон и деревню Уилметт, а также обеспечивает экспресс-сообщение между этими городами и центром Чикаго в часы пик. Линия берёт своё начало в деревне Вилметт со станции «Линден-авеню», далее проходит через Эванстон до станции «Хауард», где имеются пересадки на красную и жёлтую линии. В часы пик поезда движутся до «петли» в центре Чикаго: от станции «Хауард» поезда следуют без остановок по боковым колеям красной линии до станции «Белмонт», перенаправляются на коричневую линию и движутся по ней со всеми остановками. В среднем линия обслуживает 9956 пассажиров (без учёта пассажиров, осуществляющих посадку на станции «Белмонт», которые учитываются в статистических показателях красной и коричневой линий). Остановки между «Белмонт» и «Чикаго-авеню» были введены в 1990-х годах для разгрузки красной и коричневой линий.

### Жёлтая линия
█ Жёлтая линия представляет собой безостановочную линию, проходящую между станциями «Хауард» и «Демпстер-стрит» в пригороде Скоки, длиной 8 км и единственная в Чикагском метро не обеспечивает прямого сообщения с «петлёй» в деловом центре Чикаго. До 1960-х годов линия являлась частью линии Скоки-Валли (Skokie Valley Line) Севернобережной междугородной электрической железной дороги (North Shore Line). Пассажиропоток данной линии в будние дни составляет 2651 человек.

## Чикагское метро сегодня
За последние годы (после катастрофических убытков в конце 1980-х — начале 1990-х годов) объём пассажирских перевозок «L» постоянно возрастает. Однако, впоследствии этот объём резко снизился, достигнув в 1992 году показателя 418 000 пассажиров. Причиной стало наводнение и затопление тоннелей State и Dearborn, из-за которого CTA была вынуждена на несколько недель приостановить работу на самых загруженных линиях.
После ликвидации последствий наводнения и возобновления работы, метро столкнулось с другой проблемой — пассажиропотоки распределялись по линиям неравномерно. Северные части линий были намного загруженнее, чем западные и южные части. К примеру, пассажирские перевозки на коричневой линии увеличились на 83 % и по сравнению с 1979 годом и продолжают увеличиваться. В настоящее время полным ходом осуществляются проекты по реконструкции станций, что позволит принимать составы, длиннее прежних.
Ежегодный объём транспортных перевозок на ветке «Howard» красной линии, достигший в 2005 году отметки в 35 млн пассажиров, приближается к довоенному пику, произошедшему в 1927 году и составившему 38,5 млн пассажиров. На участке синей линии между «кольцом» и «Logan Square», обслуживающем бедные кварталы такие как Wicker Park, Bucktown и Palmer Square, пассажиропоток в рабочие дни увеличился на 54 % (по сравнению с 1992 годом). С другой же стороны пассажирские перевозки на южной части зелёной линии, которая была закрыта на два года на реконструкцию (1994—1996 годы), уменьшились с показателя в 50 400 пассажиров в 1978 году до 13 000 пассажиров в 2006. В 1976 году три северные ветки, которые впоследствии стали известны под названиями «Howard», «Milwaukee» и «Ravenswood», были загружены на 42 %, а сегодня — на 58 %.

## Подвижной состав
Компании-перевозчику Chicago Transit Authority принадлежат 1190 вагонов, которые объединяются в 595 составов. Составы назначаются на различные линии, причем, каждую линию, в большинстве своем, обслуживают три различные серии поездов. Самый старые составы серии 2200 были построены в 1969 году, а новейшие — серии 3200 были построены в 1992 году. Самое последнее поколение поездов серии 5000 планируется запустить в эксплуатацию в 2010 году. Все поезда в Чикагском метрополитене «питаются» от напряжения 600 В сети постоянного тока, передаваемого через контактный рельс, однако планируется перевод системы энергообеспечения на переменный ток с куда более высоким напряжением для уменьшения потери.

## Развитие и перспективы
Некоторые из старейших участков Чикагского метро требуют полной реконструкции и огромных затрат. В 1994 году компания CTA закрыла зелёную линию в рамках двухлетнего проекта по реконструкции, который обошёлся компании в 406 млн долларов.
Поезда продолжали работать на синей линии во время осуществления сорокадневного проекта по реконструкции ветки «Douglas» (сейчас — розовая линия), обошедшегося компании-перевозчику в 482 млн долларов, и завершившегося в 2005 году. Сегодня пассажиропотоки остаются низкими: на 6 из 11 станций пассажиропоток в будни составляет немногим больше 1000 человек.
Много трудностей и проблем предстоит преодолеть в будущем. По состоянию на август 2006 года, 18 % путей Чикагского метро находятся в так называемых «медленных зонах», где поезда должны двигаться с низкой скоростью, чтобы не повредить пути, конструкции и сооружения. Красная, самая загруженная линия, находится в наихудшем состоянии — 36 % маршрута этой линии, включая около половины длины тоннеля State Street, находятся в «медленных зонах». Поезда на синей линии, второй по загруженности, должны двигаться на низкой скорости на 25 % маршрута. Работы по ремонту и реконструкции путей синей линии начались в июле 2007 года и предполагалось, что они завершатся к декабрю 2008 года.

### Реконструкция Красной и Коричневой линий
В настоящее время осуществляются два наиболее важных и дорогостоящих проекта — реконструкция ветки «Dan Ryan» красной линии стоимостью 283 млн долларов, включающая реконструкцию станций, путевые работы и модернизацию различных систем; программа, стоимостью 530 млн долларов, направленная на увеличение пропускной способности коричневой линии, не затронутую с начала первого десятилетия XX века. План, разработанный для коричневой линии, включает в себя работы по увеличению длины платформ станций, чтобы сделать возможным использование восьмивагонных составов, а также работы по обеспечению возможности пользования всеми станциями данной линии людей с ограниченными физическими возможностями. Работы по проекту реконструкции коричневой линии начались 20 февраля 2006 года и по графику должны были завершиться в 2009 году.

### Розовая линия
Компания CTA открыла новую линию, не построив при этом ни одного нового километра пути и ни одной новой станции. Розовая линия начала свою работу 25 июня 2006 года. Она проходит от станции «54/Cermak» в городке Cicero → пролегает через ветку «Douglas» до станции «Polk-Medical Center» → далее, минуя ветку «Congress» синей линии, по ССВ «Paulina Street» поезда направляются на ветку «Lake Street» зелёной линии и движутся по часовой стрелке по «кольцу». Трассировка не нова, так как по такому же маршруту следовали поезда ветки «Douglas» в период с 4 апреля 1954 по 22 июня 1958 года. Причиной тому явился демонтаж старой западной линии, с которой была соединена ветка «Douglas», чтобы освободить пространство для хайвея 290. Новый маршрут обслуживает 22 станции и обеспечивает меньшие интервалы следования поездов на обеих ветках — «Douglas» и «Congress». Не так давно поезда из международного аэропорта O’Hare равномерно распределялись между конечными станциями «Forest Park» и «54/Cermak», сейчас же все поезда, двигающиеся от «O’Hare» заканчивают свой маршрут на станции «Forest Park», в то время как поезда по розовой линии двигаются независимо — сейчас интервал движения составляет 7,5 минут, а раньше — 10–15 минут.

### Кольцевая линия (предполагается)
Наиболее амбициозный предполагаемый проект развития — кольцевая линия — новый маршрут Чикагского метрополитена, который образует большое кольцо вокруг существующего кольца в центре и соединит линии метро с железнодорожными линиями компании Metra, что невозможно в центре города.
В настоящее время проект кольцевой линии находится на рассмотрении.

### Другие проекты
- Новое экспресс-сообщение между конечной станцией «State Street» и аэропортами O’Hare и Midway. Поезда будут обеспечивать высокоскоростное безостановочное сообщение. Данный проект был расценен как неоправданная трата денег и времени

- Продление Оранжевой линии до конечной станции «Торговый центр Форд-Сити». На картах, приклеенных в поездах Оранжевой линии, эта остановка уже показана как возможная конечная.

- Продление Красной линии от станции «95-я — Ден Раян» до 130-й улицы в районе Олтгэлд Гарденз вдоль грузовой железной дороги, принадлежащей компании Юнион Пасифик. В настоящее время проект проходит дополнительные исследования.